# Гасан-Джалалян, Есаи
Есаи́ Гаса́н-Джалаля́н (арм. Եսայի Հասան-Ջալալյան) — армянский историк, священник, католикос Агванский.
Происходил из знаменитого армянского княжеского рода Гасан-Джалалянов.
В период с 1699 по 1701 год являлся местоблюстителем католикоса Гандзасара Еремия. А после его смерти взошёл на патриарший престол.  
Написал труд по истории Карабаха под названием «Краткая история страны Агванк», изданный в Шуше карабахским митрополитом Багдасаром Гасан-Джалаляном в 1839 году. Деятель освободительного движения армянского народа в начале XVIII века.